# 李小龍與我
《李小龍與我》是一部香港三級電影，由羅馬執導，丁珮、李修賢主演。這部電影是根據李小龍1973年7月20日在丁珮寓所去世的事件改編。
丁珮自組公司與邵氏合作，丁珮親自演出，李修賢演李小龍。1975年開拍，片中丁珮與李修賢兩人有激情床戲。
據報當年《李小龍與我》「香港賣座平平，影評毀多於譽」。

## 外部連結
- 香港影庫上《李小龍與我》的資料（繁體中文）
- 互联网电影数据库（IMDb）上《李小龍與我》的资料（英文）